# Nordvästsjälland
Nordvästsjälland (danska: Nordvestsjælland) är beteckningen för den del av norra Själland i Danmark som ligger väster om Isefjorden, och ingår normalt inte i beteckningen Nordsjälland.
Namnet ("Den Niorduestliche viertedel av Zeeland") är känt från 1688 och syftade då (som nu) på området kring städerna Holbæk, Kalundborg och Nykøbing Sjælland. Nordvästsjälland låg i ett eget amt till 1 april 1970, Holbæks amt, då det slogs samman med Sorø amt till Vestsjællands amt. Området ligger sedan 1 januari 2007 i Region Sjælland.
De tio största orterna i Nordvästsjälland (2010): Holbæk, Kalundborg, Nykøbing Sjælland, Jyderup, Tølløse, Asnæs, Svinninge, Hørve, Vipperød och Svebølle.
Järnvägen Nordvestbanen förbinder bland annat Kalundborg och Holbæk med Roskilde och Köpenhamn. Mellan Holbæk och Nykøbing Sjælland går Odsherredsbanen.

### Fotnoter
1. ↑  ”Counties of Denmark 1660-1970” (på engelska). World Statesmen. http://www.worldstatesmen.org/Denmark_county1793.html#Holbaek. Läst 16 juni 2016.
2. ↑  ”Counties of Denmark 1970 - 2006” (på engelska). World Statesmen. http://www.worldstatesmen.org/Denmark_county.html#Vestsjaellands. Läst 16 juni 2016.